# Gina Palerme
 Gina Palerme (18 de diciembre de 1885 – 26 de diciembre de 1977) fue una actriz, bailarina y cantante de music-hall, así como actriz cinematográfica de nacionalidad francesa.

## Biografía
Su verdadero nombre era Irène de Maulmont, y nació en Bussière-Galant en el seno de una antigua familia del Lemosín, la familia de Maulmont, con una presencia documentada en las montañas de Châlus desde 1088.
Su padre era el barón Aymard de Maulmont, y su madre Antoinette Gazenaud, administradora de correos. Irène, al igual que su hermana Rose, pasó su infancia en las propiedades familiares en Châlus y en el castillo de la Ribeyrie (Saint-Gilles-les-Forêts). En 1891, teniendo ella seis años de edad, su padre falleció.
Desde sus primeras actuaciones notables, Irène de Maulmont adoptó un nombre artístico que hacía una referencia a Italia, Gina Palerme. Así, en enero de 1909, con 23 años de edad, utilizó el seudónimo en la revista representada en el Olympia de París "1909, des femmes... rien que des femmes". En marzo de 1910 tuvo un papel en el teatro La Cigale con Tu blagues !, un espectáculo de Jacques Bousquet y Georges Arnould.
A solicitud de un empresario teatral inglés, partió a Londres, donde actuó en diversas producciones del género de la comedia musical británica representadas en el West End londinense, llegando a convertirse en una vedette. En esa misma época su hermana menor, Rose de Maulmont, era cantante en el Covent Garden. Su primera actuación londinense tuvo lugar en 1911 en el Teatro Adelphi en The Quaker Girl.
Al año siguiente actuó, siempre en el Adelphi, en The Dancing Mistress. La obra tuvo un total de 242 representaciones, y el papel principal, el de Nancy, estaba a cargo de Gertie Millar.
En 1914 trabajó en Betty, con música de Paul Rubens y Ernest Steffan, con libreto de Adrian Ross y Paul A. Rubens. Ese mismo año interpretó el papel principal en Plantons les Capucines, con Dominique Bonnard y Maurice Froyez, una pieza representada en el Teatro Ambassadors. 
Más adelante, y siempre en el papel principal, actuó en Bric-a-Brac (1915), Vanity Fair (1916), La Petite Chocolatière (de Paul Gavault, 1917), Finsbury (1917), y The Girl for the Boy (1919), comedia escrita para ella. 
Tras sus éxitos en el Reino Unido, volvió a Francia en 1920, trabajando, durante cinco años, como actriz del cine mudo. Rápidamente reencontró el éxito con el primer papel femenino del film de Roger Lion L'éternel féminin (1921).
En 1922 actuó en Margot (1922), y después hizo el primer papel en  L'idée de Françoise, de Robert Saidreau (1922), con André Dubosc. Al año siguiente rodó Frou-frouh (de Guy du Fresnay), film en el que actuaba Berthe Jalabert, y La Bataille. En 1924 actuó en The Danger line, de Édouard-Émile Violet, y en Au secours, de Abel Gance. Finalmente, en 1925 volvió a trabajar bajo las órdenes de Roger Lion, en La Clé de voûte.
Gina Palerme, apóstol de la cultura física, fue una dotada deportista. Praticante de múltiples actividades deportivas, entre ellas la esgrima, ella expresó una nueva forma de corporalidad femenina que unía la fuerza con la gracia e insistía en los méritos de una cultura física específicamente destinada a los intérpretes cinematográficos. Fue abierta seguidora de las teorías de Georges Hébert, figura destacada de la gimnasia francesa, cuyo método École de l’athlète complet ya se había desarrollado en el ambiente militar durante la Primera Guerra Mundial. Palerme expresaba esas ideas en un artículo titulado «Les artistes de cinéma doivent faire du sport», y publicado en la revista Mon Ciné en 1922. En el mismo explicaba que la danza era parte integrante de su programa, principalmente aquella danza que hacía que el cuerpo adoptara «actitudes [...] imposibles de llevar a cabo sin entrenamiento».
Desde 1924 a 1928, Gina Palerme siguió su carrera como artista teatral en diversos locales parisinos. En el Olympia de París, en 1924, actuó en un número mixto de canción y cine. Su actuación estaba precedida por la de Antonin Berval en su debut en la escena parisina, y por la de «La Argentina». En 1925 también actuó en Les Ambassadeurs.
En 1926, tras ser renovado el Moulin Rouge después de un cierre de diez años, Gina Palerme dirigió la revista "Montmartre aux nues", de Pierre Foucre y producida por Earl Leslie. Jacques Charles y Charles-Louis Pothier eran los letristas. 
Con el respaldo de su físico, ella también trabajó como modelo para las firmas de moda, la peluquería Mayo (1925), las joyerías Oréum (1926), o los jabones Cadum. Al igual que otras artistas del Moulin Rouge como Mistinguett, ella apareció en varias ocasiones entre 1925 y 1928 en le revista de moda L'Officiel.
Debido a la fama conseguida como actriz de cine, los periódicos relataban sus apariciones en lugares populares y en acontecimientos sociales mundanos. Ella intervino, en diciembre de 1926, en una revista Pathé, pequeñas filmaciones que proyectaban datos de la actualidad en los cines antes del inicio de las sesiones.
En el verano de 1928, con 43 años de edad, trabajó en el cabaret Concert Mayol. Ella dirigió la revista La Volupté de Paris, en la cual debutaron en la escena parisina los Rocky Twins.
De nuevo bajo el nombre de Iréne de Maulmont, y declarada sin profesión, se casó el 6 de febrero de 1932, a los 47 años de edad, con Pierre Palette, empleado de comercio de 39 años, en Boulogne-Billancourt. La pareja vivió en esa misma población.
Irène de Maulmont falleció, sin tener descendencia, en 1977, a los 92 años de edad, en Les Pavillons-sous-Bois.

## Music Hall
- 1909, des femmes... rien que des femmes (1909), en el Olympia.[4]
- Tu blagues ! (1910), en La Cigale. Espectáculo de Jacques Bousquet y Georges Arnould.
- The Quaker Girl[5] (1911), en el Teatro Adelphi de Londres.
- The Dancing Mistress (1912), Teatro Adelphi de Londres,[7] con Gertie Millar.
- Betty (1914),[8] Londres. Música de Paul Rubens y Ernest Steffan. Libreto de Adrian Ross y Paul A. Rubens.
- Plantons les Capucines (1914), Teatro Ambassadors de Londres. Revista con Dominique Bonnard y Maurice Froyez.[26]
- Bric-a-Brac (1915), Londres.
- Vanity Fair (1916),[9] Londres.
- La Petite Chocolatière (1917), de Paul Gavault, Londres
- Finsbury (1917), Londres.
- The Girl for the Boy (1919), Londres.
- Número mixto de canción y cine en el Olympia de París (1924).
- Revista en Les Ambassadeurs de París (1925).[18]
- Montmartre aux nues (1926), en el Moulin Rouge. Revista de Pierre Foucret producida por Earl Leslie. Libreto de Jacques Charles y Charles-Louis Pothier. Con Garrick, Yvonne George, Randall, Raymond Dandy y Alexandre Dréan. Música de José Padilla.
- La Volupté de Paris (1928), en el Concert Mayol.

## Cine

### Actriz
- La Clé de voûte (1925), director y guionista Roger Lion, productora Gina Palerme.
- Au Secours, dirigida por Abel Gance, con Max Linder.
- Frou-Frou , dirigida por Guy Du Fresnay.
- La Bataille, dirigida por Edouard-Emile Violet, con Sessue Hayakawa.
- L'Idée de Françoise, dirigida por Robert Saidreau.
- Margot, dirigida por Guy Du Fresnay.
- L'Éternel féminin, dirigida por Roger Lion.

### Productora
- La Clé de voûte (1925)[27]
- Lucrezia Borgia (1925), dirigida por Abel Gance.